# 救国戦線評議会
救国戦線評議会（きゅうこくせんせんひょうぎかい、ルーマニア語: Frontul Salvării Naţionale, FSN）とは、1989年のルーマニア革命直後から1990年5月までルーマニアの暫定政府を担った統治組織であり、後に政党化した。日本では、救国戦線（きゅうこくせんせん）とも呼ばれる。1992年の組織分裂後は、現在のルーマニアにおいて主要な政党である社会民主党（PSD、中道左派）と民主自由党（PD-L、中道右派）に衣替えしている。

## 歴史

### 結成と政権獲得
救国戦線評議会（以下、FSN）はルーマニア革命最中の1989年12月22日に結成され、ルーマニア共産党当局から国家権力を奪取した。当初、評議会議長（暫定国家元首）にイオン・イリエスクが就任したが、彼はペトレ・ロマン（Petre Roman）を臨時首相に任命した。当時、FSNの主要メンバーとしてはほかにドゥミトル・マジル (Dumitru Mazilu)、シルヴィウ・ブルカン (Silviu Brucan)、ミルチャ・ディネスク (Mircea Dinescu)、イオン・カラミトル (Ion Caramitru) がいた。
FSNはルーマニアにおける一党独裁制の廃止と複数政党制による選挙の召集を布告した。それから間もなく共産党以後の2つの重要なルーマニア人による政党として、民族農民党（現在のキリスト教民主民族農民党 / PNŢCD）と国民自由党（PNL）がそれぞれ政党登録した。
当初は選挙への候補擁立は行わない方針だったが、革命から1カ月余りを経た1990年2月6日にFSNは組織を政党化し、革命後初となる自由選挙に候補者を擁立する方向に転換。一方で、旧共産党において重要党員であった者をほぼ包括していたFSNの政党化は、一部の国民からルーマニアから共産主義が追い出されないのではないかという不安ももたらした。
これを受けて野党の国民自由党と民族農民党は反FSNのデモを1990年の1月下旬と2月下旬に展開した。それに対してイオン・イリエスクは労働者階級に「国を動揺させようとするファシスト勢力」に対する批判を行うと同時に、FSNに対する支持を呼びかけた。
その後、FSNは暫定政府への他政党参加を容認することとなり、新しい統治組織として暫定国家統一評議会（Consiliul Provizoriu de Uniune Naţională, CPUN）が発足した。CPUNは1990年2月初頭から5月の選挙実施までの間国家運営を行なったが、FSNによる支配は依然として続いた。
1990年5月20日に行われた選挙によって正式な政府が発足し、イオン・イリエスクが大統領に就任した。イリエスクは他の東欧革命が起こった国の首脳とは異なり、社会主義を維持する意向を示していた。そのことなどを受け、選挙へのFSN参加に反対するデモ （Golaniad）が4月から7月13-15日までの52日間にわたって、以前のデモよりもはるかに大規模で実施された。しかし最終的にデモは暴力的な手段によって鎮圧された。

### 初のポスト共産党政権
FSNは1990年5月20日に自由選挙として実施された議会選挙で圧勝し、上院と下院の双方で過半数の議席を得た。また同時に実施された大統領選挙ではイオン・イリエスクが大統領として選出されたが、閣僚はすべて旧共産党員で占められた。首相職にはペトレ・ロマンが残留し、新政府は経済などの改革に着手した。

### 分裂と選挙大敗
1992年に入ると、FSN内部でイオン・イリエスクとペトレ・ロマンとの間で対立が起こり、1992年4月7日にイリエスクを中心とする主流派の政党員が FSNから離脱し、民主救国戦線（後に社会民主党へと発展）を設立した。同年に行われた議会選挙では、経済政策の失敗などからFSNは大敗を喫した。
ロマンと民主派の政党員が残ったFSNは、選挙後の1993年5月28日にFSNを民主党・救国戦線評議会 （Partidul Democrat - Frontul Salvării Naţionale, PD-FSN）に改名。さらに民主党への改称を経て、自由民主党と合流して民主自由党を結成し現在に至っている。

## 遺産
救国戦線は分裂を経てもなお、ルーマニアの政治に大きな影響を及ぼしている。FSNから派生した2つの政党（社会民主党と民主自由党）は1992年のFSN分裂後から今日に至るまで政権を奪い合い、また時に連立政権を組んだ。2004年から2014年まで同国の大統領を務めたトライアン・バセスクもFSNのメンバーとして政界に入り、FSN政権で運輸大臣を務めた経歴を持つ。
2004年の大統領選挙の際に、バセスク（民主党）がアドリアン・ナスターセ（社会民主党）とのテレビ討論において述べた以下の言葉は、現在のルーマニアの政治事情を良く表している。

## 選挙結果
| 年   | 得票      | 得票比率 | 議席 | 議席比率 |
| ---- | --------- | -------- | ---- | -------- |
| 1990 | 9,089,659 | 66.31%   | 263  | 66.41%   |
| 1992 | 1,108,500 | 10.19%   | 43   | 13.11%   |

| 年   | 得票      | 得票比率 | 議席 | 議席比率 |
| ---- | --------- | -------- | ---- | -------- |
| 1990 | 9,353,006 | 67.02%   | 91   | 76.47%   |
| 1992 | 1,139,033 | 10.38%   | 18   | 12.58%   |